# Diploosmeterosepsis pilifemur
Diploosmeterosepsis pilifemur är en tvåvingeart som först beskrevs av Lorenzo Munari 1994.  Diploosmeterosepsis pilifemur ingår i släktet Diploosmeterosepsis och familjen svängflugor.
Artens utbredningsområde är Sierra Leone. Inga underarter finns listade i Catalogue of Life.